# Mestečko (powiat Púchov)
Mestečko – wieś (obec) na Słowacji, w kraju trenczyńskim, w powiecie Púchov.